# Дяково (Волоколамський район)
Дяково (рос. Дьяково) — присілок у Волоколамському районі Московської області Російської Федерації.
Належить до муніципального утворення сільське поселення Осташевське. Населення становить 13 осіб (2013).

## Історія
З 14 січня 1929 року входить до складу новоутвореної Московської області. Раніше належало до Волоколамського повіту Московської губернії.
Сучасне адміністративне підпорядкування сільському поселенню з 2006 року.

## Населення
| 1852 | 1859 | 1926 | 2002 | 2006 | 2010 |
| ---- | ---- | ---- | ---- | ---- | ---- |
| 254  | ↘253 | ↘160 | ↘16  | ↗41  | ↘13  |